# Arnis Līcītis
Arnis Līcītis, né le 8 janvier 1946 à Riga en Lettonie et mort 21 janvier 2022, est un acteur letton de théâtre et cinéma.

## Biographie
Fils d'Alfreds Videnieks (1908-2002) et Helga Līcīte, tous deux acteurs, Arnis Līcītis est scolarisé au Gymnasium no 1 de Riga. En 1964, il s'inscrit en cours du soir à la faculté d'art dramatique de l'Académie de musique de Lettonie. Diplômé en 1970, il devient acteur du Théâtre dramatique national. Il travaille ensuite au Théâtre dramatique de Valmiera, qu'il quitte en 1981 pour le Théâtre national de la jeunesse (aujourd'hui Nouveau théâtre de Riga). Il se retrouve sans travail après la dislocation de l'URSS et la fermeture du théâtre. Pendant un certain temps, il gagne sa vie comme animateur de soirées. À partir de 1996, il travaille au Théâtre Michael Tchekhov.
Son début au cinéma a lieu en 1965, dans le film de Nikolaï Rozantsev Le Complot des ambassadeurs. Sa carrière cinématographique atteint son apogée dans les années 1980 et compte en tout une centaine de films. Dans la Lettonie indépendante, il est parmi les rares acteurs qui continuent d'être très populaires et d'avoir les rôles dans les films russes et ukrainiens,,.
À la télévision russe, Līcītis participe à plusieurs reprises à l'émission Club du Perroquet Blanc (Белый попугай) présentée par Youri Nikouline.
Arnis Līcītis décède le 21 janvier 2022 à Riga à l'âge de 77 ans des suites d'un arrêt cardiaque. Après la crémation, l'urne contenant les cendres a été enterrée au cimetière boisé de Riga.

## Filmographie partielle
- 1965 : Le Complot des ambassadeurs de Nikolaï Rozantsev : Lidaka
- 1981 : Faktas d'Almantas Grikevicius : lieutenant Akermann
- 1981 : Le long chemin dans les dunes d'Aloizs Brenčs : Dr Lorans
- 1982 : Le Riche et le Pauvre d'Arūnas Žebriūnas : Colin Berk
- 1983 : Mirage (lv) d'Aloizs Brenčs : Delaney
- 1989 : Un dieu rebelle de Peter Fleischmann : Don Ripat
- 1991 : Perdu en Sibérie de Aleksandr Mitta : l'enquêteur du NKVD
- 1991 : Dépression (Depresija) de Aloizs Brenčs : Volodia
- 1992 : Les Mousquetaires vingt ans plus tard (en) (Мушкетёры двадцать лет спустя) de Gueorgui Jungwald-Khilkevitch : lord Winter
- 2000 : L'Été terrible d'Aigars Grauba : Derevianski
- 2004 : L'Orchestre rouge d'Alexandre Aravine, série télévisée : général
- 2005 : La Star d'une époque (ru) de Iouri Kara : Joachim von Ribbentrop